# Bobby Rowe

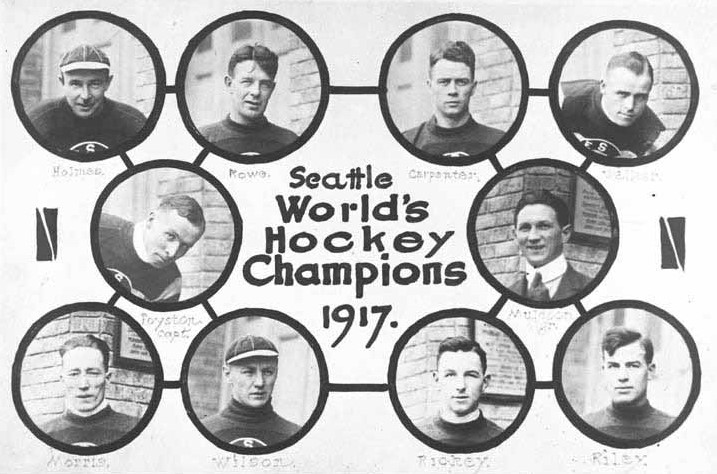
Bobby Rowe, tvåa från vänster i översta raden, med Seattle Metropolitans 1917.

Robert Price "Bobby" Rowe, född 19 augusti 1885 i Heathcote, Ontario, död 21 september 1948 i Portland, var en kanadensisk professionell ishockeyspelare.

## Karriär
Bobby Rowe inledde ishockeykarriären som 17-åring med spel för Portage Lakes Hockey Club, som då var ett amatörlag, säsongen 1902–03. Därefter spelade han fyra matcher för Barrie Hockey Club i Ontario Hockey Association säsongen 1905–06. Säsongerna 1906–07 och 1908–09 spelade han varsin match för Latchford Pros och Haileybury Hockey Club i Timiskaming Professional Hockey League.
Säsongerna 1910 och 1910–11 spelade Rowe för Renfrew Creamery Kings i den nystartade ligan National Hockey Association och gjorde sammanlagt 24 mål på 26 matcher. Säsongen 1912 fortsatte han till Pacific Coast Hockey Association på den kanadensiska västkusten där han spelade för Victoria Senators och Victoria Aristocrats fram till och med säsongen 1914–15.
Säsongen 1915–16 bytte Rowe lag till Seattle Metropolitans. Klubbytet skulle visa sig sportsligt lyckosamt då Metropolitans 1917 som första amerikanska lag någonsin, med Rowe i rollen som lagkapten, vann Stanley Cup efter att ha besegrat Montreal Canadiens i finalserien med 3-1 i matcher. Metropolitans nådde Stanley Cup-final även 1919 och 1920, men 1919 avbröts finalen mot Montreal Canadiens vid ställningen 2-2 i matcher och resultatet ströks på grund av spanska sjukan och 1920 förlorade laget mot Ottawa Senators i finalen med 3-2 i matcher. Rowe spelade för Metropolitans fram till och med säsongen 1923–24. Totalt blev det 257 matcher, 73 mål och 124 poäng för Rowe i PCHA.
Säsongen 1924–25 spelade Rowe fyra matcher för Boston Bruins i NHL och gjorde ett mål. Därefter avslutade han karriären med två matcher för Portland Rosebuds i Western Hockey League säsongen 1925–26.

## Statistik
Trä. = Träningsmatcher, UOVHL = Upper Ottawa Valley Hockey League, TPHL = Timiskaming Professional Hockey League, FAHL = Federal Amateur Hockey League
| 1902–03            | Portage Lakes Hockey Club | Trä.               | 12  | 25 | 0  | 25  | –   | 4  | 2 | 0 | 2 | –  |
| 1905–06            | Barrie Hockey Club        | OHA                | 4   | 13 | 0  | 13  | 15  | –  | – | – | – | –  |
| 1906–07            | Barrie Pros               | Trä.               | 1   | 4  | 0  | 4   | –   | –  | – | – | – | –  |
|                    | Renfrew Riversides        | UOVHL              | –   | –  | –  | –   | –   | –  | – | – | – | –  |
|                    | Latchford Pros            | TPHL               | 1   | 1  | 0  | 1   | 0   | –  | – | – | – | –  |
| 1907–08            | Renfrew Creamery Kings    | UOVHL              | –   | –  | –  | –   | –   | 2  | 9 | 0 | 9 | –  |
| 1908–09            | Haileybury Hockey Club    | TPHL               | 1   | 0  | 0  | 0   | 0   | –  | – | – | – | –  |
|                    | Renfrew Creamery Kings    | FAHL               | –   | –  | –  | –   | –   | 2  | 9 | 0 | 9 | –  |
| 1910               | Renfrew Creamery Kings    | NHA                | 10  | 13 | 0  | 13  | 43  | –  | – | – | – | –  |
| 1910–11            | Renfrew Creamery Kings    | NHA                | 16  | 11 | 0  | 11  | 82  | –  | – | – | – | –  |
| 1912               | Victoria Senators         | PCHA               | 16  | 10 | 0  | 10  | 62  | –  | – | – | – | –  |
| 1912–13            | Victoria Senators         | PCHA               | 15  | 8  | 7  | 15  | 34  | –  | – | – | – | –  |
| 1913–14            | Victoria Aristocrats      | PCHA               | 12  | 8  | 7  | 15  | 11  | –  | – | – | – | –  |
|                    |                           | Stanley Cup        | –   | –  | –  | –   | –   | 3  | 0 | 0 | 0 | 0  |
| 1914–15            | Victoria Aristocrats      | PCHA               | 12  | 6  | 1  | 7   | 13  | –  | – | – | – | –  |
| 1915–16            | Seattle Metropolitans     | PCHA               | 17  | 3  | 5  | 8   | 25  | –  | – | – | – | –  |
| 1916–17            | Seattle Metropolitans     | PCHA               | 25  | 9  | 12 | 21  | 45  | –  | – | – | – | –  |
|                    |                           | Stanley Cup        | –   | –  | –  | –   | –   | 4  | 0 | 2 | 2 | 0  |
| 1917–18            | Seattle Metropolitans     | PCHA               | 17  | 3  | 2  | 5   | 28  | 2  | 0 | 0 | 0 | 0  |
| 1919               | Seattle Metropolitans     | PCHA               | 20  | 5  | 6  | 11  | 19  | 2  | 0 | 1 | 1 | 0  |
|                    |                           | Stanley Cup        | –   | –  | –  | –   | –   | 5  | 1 | 0 | 1 | 6  |
| 1919–20            | Seattle Metropolitans     | PHCA               | 22  | 2  | 4  | 6   | 16  | 2  | 0 | 1 | 1 | 0  |
|                    |                           | Stanley Cup        | –   | –  | –  | –   | –   | 5  | 2 | 1 | 3 | 13 |
| 1920–21            | Seattle Metropolitans     | PCHA               | 24  | 0  | 2  | 2   | 29  | 2  | 0 | 1 | 1 | 0  |
| 1921–22            | Seattle Metropolitans     | PCHA               | 23  | 2  | 1  | 3   | 34  | 2  | 0 | 0 | 0 | 3  |
| 1922–23            | Seattle Metropolitans     | PCHA               | 30  | 7  | 2  | 9   | 71  | –  | – | – | – | –  |
| 1923–24            | Seattle Metropolitans     | PCHA               | 24  | 10 | 2  | 12  | 30  | 2  | 0 | 0 | 0 | 8  |
| 1924–25            | Boston Bruins             | NHL                | 4   | 1  | 0  | 1   | 0   | –  | – | – | – | –  |
| 1925–26            | Portland Rosebuds         | WHL                | 2   | 0  | 0  | 0   | 0   | –  | – | – | – | –  |
| PCHA totalt        | PCHA totalt               | PCHA totalt        | 257 | 73 | 51 | 124 | 417 | 12 | 0 | 3 | 3 | 11 |
| NHA totalt         | NHA totalt                | NHA totalt         | 26  | 24 | 0  | 24  | 125 | –  | – | – | – | –  |
| Stanley Cup totalt | Stanley Cup totalt        | Stanley Cup totalt | –   | –  | –  | –   | –   | 17 | 3 | 3 | 6 | 19 |